# 広瀬信雄
広瀬 信雄（ひろせ のぶお、1953年 - ）は、日本の教育学者、山梨大学名誉教授。

## 人物・来歴
長野県生まれ。1976年京都教育大学卒、1978年東京学芸大学大学院修士課程修了、筑波大学附属桐が丘養護学校教諭、1984年秋田大学教育学部附属養護学校教諭、1989年山梨大学教育学部講師、1991年助教授、1996年教授。2017年同教育学域教育学系長。2019年定年退任、名誉教授。

## 著書
- 『がんばってねせんせい』田研出版, 1997.1
- 『ヴィゴツキー評伝 その生涯と創造の軌跡』明石ライブラリー 明石書店, 2018.8

### 共編著
- 『学習障害と幼児教育』編著. 新読書社, 1994.6
- 『もう一人の奇跡の人 「オリガ・I・スコロホードワ」の生涯』編著, 千明弘美,宮井清香著. 新読書社, 2012.1
- 『教師と子どもの共同による学びの創造 特別支援教育の授業づくりと主体性』成田孝,湯浅恭正共著. 大学教育出版, 2015.11

### 翻訳
- クライニン・V.A., クライニナ・Z.M. 『きこえない人ときこえる人』新読書社, 1995.4
- デイヴィッド・スミス『知られざる声 障害者の歴史に光を灯した女性たち』広瀬信雄 他訳. 湘南出版社, 1995.6
- サフキーナ『プロコフィエフ その作品と生涯』新読書社, 1995.9
- ポポノフ, V.B.『ロシア民族音楽物語』新読書社, 1995.9
- ヴァスクレセーニエ編集部編『みえる・きこえる 指先の世界 セルギエフ=パサート「子どもの家」の生徒たちの作った物語と絵 旧ザゴールスク子どもの家の教育』新読書社, 1997.2
- サカリャンスキー『サカリャンスキー先生と子どもたち もう・ろう重複障害児教育の記録』編訳. 湘南出版社, 1997.5
- ワシナ=グロスマン『グリンカ その作品と生涯』新読書社, 1998.8
- スレポーヴィチ『学習障害幼児とあそび』編著. 新読書社, 1998.9
- 『子どもの心はつくられる ヴィゴツキーの心理学講義』菅田洋一郎監訳, 広瀬訳. 新読書社, 2000.6
- ユーリー・バラーノフ『ロシアの楽器・バラライカ物語』新読書社, 2001.4
- A・ペレサダ『シャリャーピンとバラライカ』新読書社, 2002.10
- エリ・エス・ヴィゴツキー『子どもの想像力と創造 新訳版』新読書社, 2002.7
- A.A.レオンチェフ『ヴィゴツキーの生涯』菅田洋一郎 監訳, 広瀬訳. 新読書社, 2003.7
- L.N.タラン, V.P.ペトルニク『子育て・納得のアドバイス 0歳から思春期までの危機を乗り越える 心の専門医が語る』監訳. 新読書社, 2006.11
- 『盲ろうあ児教育のパイオニア・サカリャンスキーの記録』編著/訳. 文芸社, 2014.6
- イーゴリ・レイフ『天才心理学者ヴィゴツキーの思想と運命』ミネルヴァ書房, 2015.10
- E.A.コルスンスカヤ編著, N.D.シマトカ 編集補佐『子どもに向かって「お前が悪い」と言わないで コルスンスカヤの聴覚障害児教育』文芸社, 2016.12
- タチヤーナ・アレクサンドロヴナ・バシロワ『20世紀ロシアの挑戦盲ろう児教育の歴史 事例研究にみる障害児教育の成功と発展』明石ライブラリー 明石書店, 2017.5
- アーラ・ザクレーピナ『ヴィゴツキー理論でのばす障害のある子どものソーシャルスキル 日常生活と遊びがつくる「発達の社会的な場」』明石書店, 2020.11
- ザイトゥナ・アレットクーロヴァ『もう戻るまいと決めた旅なのに タタール人少女の手記 私の戦後ソビエト時代の真実』明石書店, 2021.7
- S.K.ラシチェンコ『モスクワ音楽都市物語 19世紀後半の改革者たち』明石書店, 2022.6